# Mackinaw City
Mackinaw City (en anglais [ˈmækɪnɔː ˈsɪti]) est un village situé dans les comtés d'Emmet et de Cheboygan, dans l’État américain du Michigan. Sa population est de 859 habitants.
Le village se trouve sur la côte sud du détroit de Mackinac, qui sépare les péninsules supérieure et inférieure du Michigan. Le pont Mackinac relie Mackinaw City à la ville de Saint-Ignace, sur la côte nord du détroit.